# Magic Time
Magic Time è il trentunesimo album discografico in studio del cantautore britannico Van Morrison, pubblicato nel 2005.

## Tracce
Tutte le tracce sono di Van Morrison tranne dove indicato.
1. Stranded – 5:34
2. Celtic New Year – 6:10
3. Keep Mediocrity at Bay – 3:44
4. Evening Train – 2:48
5. This Love of Mine (Sol Parker, Henry W. Sanicola, Frank Sinatra) – 2:42
6. I'm Confessin' (Doc Daughtery, Al Neiburg, Ellis Reynolds) – 4:29
7. Just Like Greta – 6:25
8. Gypsy in My Soul – 4:04
9. Lonely and Blue (Harry Brooks, Andy Razaf, Fats Waller) – 3:41
10. The Lion This Time – 4:56
11. Magic Time – 5:06
12. They Sold Me Out – 3:11
13. Carry On Regardless – 5:54

## Classifiche
| Anno | Classifica                          | Posizione raggiunta |
| ---- | ----------------------------------- | ------------------- |
| 2005 | Regno Unito (Official Albums Chart) | 3                   |
| 2005 | Stati Uniti (Billboard 200)         | 25                  |